# Pedro Antonio Villahermosa Borao
Pedro Antonio Villahermosa Borao (1869- Madrid, 20 de maig de 1945), més conegut pel seu pseudònim «Sileno», fou un dibuixant i caricaturista espanyol. Va treballar per a publicacions com Blanco y Negro, Apuntes, Heraldo de Madrid, ABC, Informaciones, Gedeón —on va crear al personatge homònim, i amb el qual estaria d'ara endavant «íntimament lligat»—, Dígame, La Vanguardia, El Faro o Heraldo de Aragón. A finals de 1921 fundaria el setmanari satíric Buen Humor.
Javier Rubio assenyala com l'etapa més brillant de Sileno quant al dibuix la contemporània a la Primera Guerra Mundial i en la qual més va destacar com a cronista polític la dècada dels anys trenta. José Francés el va descriure en 1918 a La Esfera com a «germanòfil», denominant-lo a més «el caricaturista polític per excel·lència».